# Darkrai
Darkrai (ダークライ en japonés) és un personatge fictici de la franquícia de videojocs de Pokémon introduït en la quarta generació, així com altres jocs i productes derivats. És de tipus sinistre. El seu nom prové de dark (obscur en anglés) i kurai (obscur en japonés).
Defén el seu territori de les persones i Pokémon fent-les dormir i provocant malsons. Està actiu en les nit de lluna nova.

## En l'anime
La primera aparició d'aquest Pokémon en la serie va ser a la temporada 11 en l'episodi 52 Sense dormir abans del combat. En aquest episodi Darkrai ha fet que tots els ciutadans de la ciutat a la que aplega Ash es troben sense dormir a causa dels malsons que provoca. Al llarg de la temporada 13 apareix en 4 episodis més: Enfrentant a Polo amb Benito!, Lliga desenfrenada!, El combat que trencarà el gel!, La frontera de les semifinals!
La dècima pel·lícula de Pokémon tracta sobre Darkrai, el qual és protagonista. Aquesta pel·lícula s'anomena El desafío de Darkrai i va ser estrenada l'any 2007 amb una duració de 95 minuts. A més de Darkrai en aquest llargmetratge també apareixen els altres llegendaris protagonistes de aquesta generació: Palkia i Dialga.

## En els videojocs
El primer joc en el que va aparèixer va ser en la saga de Diamante i Perla. En aquestes versions només es podia aconseguir a través d'events especials organitzats per Nintendo. A més es va descobrir un Glitch en el qual es podia obtindre a Darkrai, al poc del llançament dels jocs Game Freak es va adonar d'aquest problema i el va arreglar, per tant només es pot fer si es va comprar el joc en una de les primeres versions. Després d'aquests jocs també apareix en tots els principals de la saga, ja siga a través d'events o passant-los de jocs anteriors.
També apareix en jocs secundaris de Pokémon, com podrien ser: Exploradores del Tiempo, Exploradores de la Oscuridad, Exploradores del Cielo, Ranger: Sombras de Almia, Link: Battle!, PokéPark Wii, PokéPark 2, Pokémon Rumble, Super Pokémon Rumble, Pokémon Rumble World.

## Formes
Darkrai en ser un Pokémon llegendari no té gènere, per tant no hi ha dues formes diferents per aquest motiu. Les úniques formes que podem diferenciar són la variocolor que tenen tots els Pokémon. En aquest cas Darkrai variocolor canvia el seu color negre per un blau obscur i els seus ulls passen de color blau a verd.